# Коло (город)
Коло (пол. Koło) — город в Польше, входит в Великопольское воеводство, Кольский повят. Город был основан в 1362. Занимает площадь 13,85 км². Население — 23 101 человек (на 2006 год).

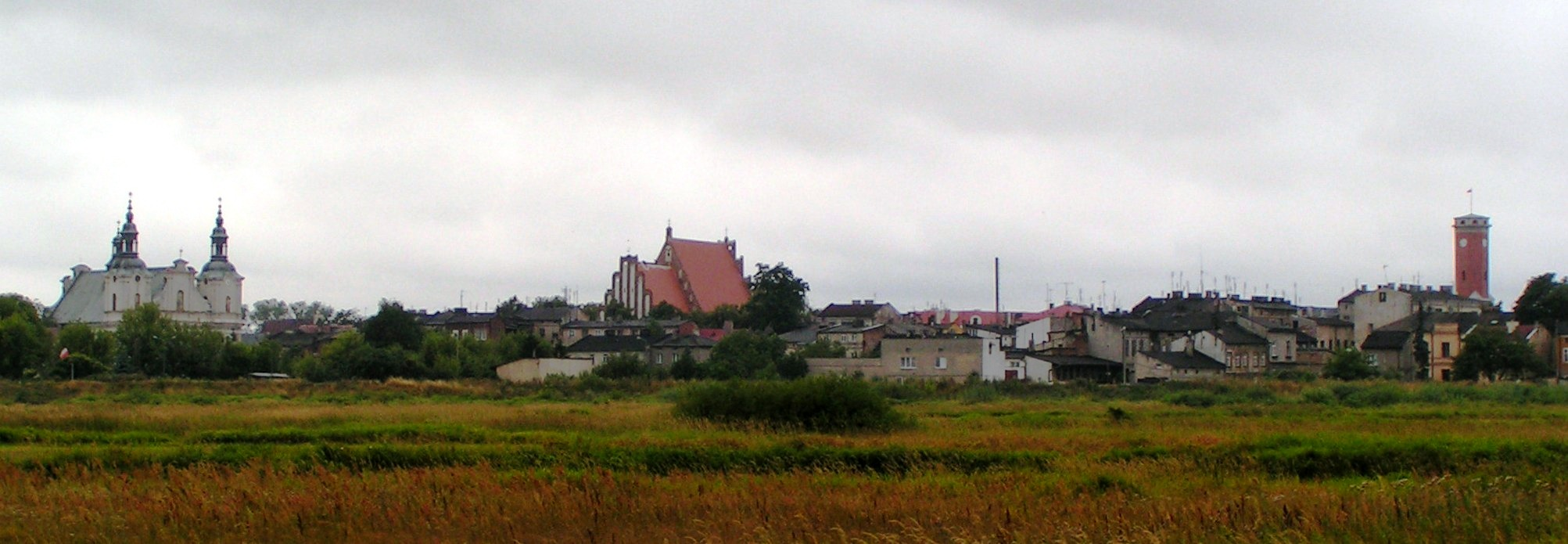
Панорама Коло.

## История
С 1939 года была под оккупацией фашистами. 
С декабря 1940 года до декабря 1941 года  существовало еврейское гетто.

## Достопримечательности и памятные места
- Воинское кладбище (Коло), на котором похоронены 544 советских солдата и офицера, погибших во время боёв за освобождение города Коло.